# ガチンコ視聴率バトル
『ガチンコ視聴率バトル』（ガチンコしちょうりつバトル）は、テレビ朝日系列で放送された深夜バラエティ番組。出演者が自ら制作したVTRの視聴率を競う。

## 正月特番
2000年から毎年1月3日 - 4日、深夜から早朝にかけて放送。若手芸人を中心とした挑戦者が2本の短いVTRを作成し、放映した時刻の視聴率を競う。VTRの途中で高視聴率の望みがないと審査員が判断すれば強制終了される。
番組を前半と後半に分け、それぞれで全出演者のVTRが1本ずつ放送される。放送順は抽選で決める。VTR制作を1本のみに集中し、後半はネタを披露する芸人もいた。さらにフィクションをネタにした企画を放送した芸人もあった。
翌日（1月4日）の深夜、短い結果報告番組（ミニ番組）が生放送される。優勝したタレントには翌年の「ガチンコ視聴率バトル」の直前に冠番組を放送する権利が得られる。
しかし2007年は前年（2006年）に発覚したプロデューサーが番組制作に絡む架空の外注費により、前年年末年始に放送していた殆どの番組が制作及び放送が出来なくなり、打ち切られる番組まで出てしまった。この番組も煽りを受け2007年度の放送が出来なくなり、前年優勝者のロバートによるご褒美特番だけは放送した。

### 出演者

#### MC
- 久本雅美
- 山口智充（ - 2004年）
- 青木さやか（2005年、2006年）

#### 参加芸能人
- 青木さやか
- 長井秀和
- 鉄拳
- 森三中（2004年優勝）
- カンニング（2005年優勝）
- ロバート（2006年優勝）
- 原口あきまさ
- アンタッチャブル
- グラビアアイドル軍団（イエローキャブなど）
- 猫ひろし

等

## レギュラー化
2005年10月3日、「マチャミナイト ガチンコ視聴率バトル 私がPだ!」として毎週月曜深夜24:45 - 25:15（日本標準時火曜日未明）のレギュラー番組となった。
毎週1人のゲストがプロデューサーとなって自らVTRを企画・制作する。またスタジオで芸人とMCが他にやりたかった企画などについてトークする。
平均視聴率が翌日の番組ホームページで発表され、半年間で最高視聴率を獲得したゲストには冠番組の権利が贈られる。
また、番組内では1週間の深夜帯（23時以降）で最も視聴率を稼いだタレントを独自の方法（視聴率×分数）で算出しランキングを発表する。
2006年4月5日には85分スペシャルを放送。
2006年4月3日からは第2ステージとしてリニューアルされた。

### 出演者

#### MC
- 久本雅美
- 湯浅卓（2005年10月 - 12月、1クール限定MC）
- ピエール瀧（2006年1月 - 3月、1クール限定MC）
- 辛酸なめ子（2006年4月 - 、1クール限定MC）
- 鈴木おさむ（2006年1月30日、1日限定ピンチヒッターMC。普段は構成担当の放送作家）

#### モニターガール
- 天川美穂
- 後藤ゆきこ
- 佐藤唯
- 高部あい
- 水崎綾女
- 岡田茜

#### 各回のプロデューサー、ゲスト出演者
1. 青木さやか（2005年10月3日）ゲスト：品川祐
2. まちゃまちゃ（2005年10月10日）
3. 南海キャンディーズ（2005年10月17日）
4. レイザーラモンHG（2005年10月24日）ゲスト：レイザーラモンRG（HGの相方）、なかやまきんに君
5. ヒロシ（2005年10月31日）視聴率8.4%（ビデオリサーチ関東地区調べ、2005年の視聴率トップ。無人島を買う内容）
6. 友近（2005年11月7日）
7. 土田晃之（2005年11月14日）ゲスト：奈美悦子
8. カンニング竹山（2005年11月21日）
9. MEGUMI（2005年11月28日）
10. ピエール瀧（2005年12月5日）
11. 原口あきまさ（2005年12月12日、2006年1月9日）ゲスト：岡田圭右、堂真理子アナウンサー（2005年12月12日）、ホリ（2006年1月9日）
12. 総集編（2006年1月9日）
13. アンジャッシュ（2006年1月16日）
14. 堀内健（2006年1月23日）
15. 片山勝三吉本興業マネージャー（2006年1月30日）ゲスト：カラテカ、南海キャンディーズ、麒麟
16. 次長課長（2006年2月6日）
17. 城咲仁（2006年2月13日）
18. ますだおかだ（2006年2月27日）
19. 劇団ひとり（2006年3月6日）
20. 長州小力（2006年3月13日）
21. ほっしゃん。（2006年3月20日）
22. 総集編（2006年3月27日）
23. インパルス（2006年4月3日）

## ネット局
| 地域           | 放送局           | 系列局         | 放送時間             | 備考       |
| -------------- | ---------------- | -------------- | -------------------- | ---------- |
| 関東広域圏     | テレビ朝日       | テレビ朝日系列 | 月曜日 24:45 - 25:15 | 制作局     |
| 石川県         | 北陸朝日放送     | テレビ朝日系列 | 月曜日 24:45 - 25:15 | 同時ネット |
| 中京広域圏     | メ〜テレ         | テレビ朝日系列 | 月曜日 24:15 - 24:45 | 7日遅れ    |
| 山形県         | 山形テレビ       | テレビ朝日系列 | 土曜日 24:15 - 24:45 | 12日遅れ   |
| 大分県         | 大分朝日放送     | テレビ朝日系列 | 日曜日 25:00 - 25:30 | 13日遅れ   |
| 北海道         | 北海道テレビ放送 | テレビ朝日系列 | 金曜日 24:45 - 25:15 | 18日遅れ   |
| 岩手県         | 岩手朝日テレビ   | テレビ朝日系列 | 土曜日 16:00 - 16:30 | 19日遅れ   |
| 沖縄県         | 琉球朝日放送     | テレビ朝日系列 | 土曜日 13:30 - 14:00 | 19日遅れ   |
| 山口県         | 山口朝日放送     | テレビ朝日系列 | 日曜日 25:40 -       | 20日遅れ   |
| 熊本県         | 熊本朝日放送     | テレビ朝日系列 | 日曜日 16:30 - 17:00 | 20日遅れ   |
| 福島県         | 福島放送         | テレビ朝日系列 | 火曜日 24:15 - 24:45 | 22日遅れ   |
| 鹿児島県       | 鹿児島放送       | テレビ朝日系列 | 土曜日 17:00 - 17:30 | 30日遅れ   |
| 鳥取県・島根県 | 日本海テレビ     | 日本テレビ系列 | 火曜日 25:25 - 25:55 | 19日遅れ   |

## スタッフ
- 構成: 鈴木おさむほか
- 編集・MA：IMAGICA
- 編成プロデューサー: 松瀬俊一郎
- プロデューサー: 中野光春、西新
- プロデューサー・演出: 奥川晃弘
- チーフプロデューサー: 平城隆司
- 制作著作：テレビ朝日